# Musikverein Dollbergen e. V.
Der Musikverein Dollbergen e. V. wurde am 23. April 1995 in der ehemaligen Gaststätte Gundlach in Dollbergen unter dem Namen Blasorchester Dollbergen e. V. gegründet. Zu den Gründungsmitgliedern zählten 21 aktive und fördernde Personen, die sich in die Gründungsurkunde eintrugen.

## Ziele
Zweck des Vereins ist die Förderung von Musik, Kunst und Kultur, insbesondere der Orchestermusik. Das Ensemble setzt sich aus Instrumenten des „tiefen“ und „hohen“ Blechs wie Trompete, Flügelhorn, Posaune, Tenorhorn und Tuba zusammen, ergänzt durch Holzblasinstrumente wie Klarinette, Saxophon, Fagott und Querflöte. Zusätzlich bereichern Schlagwerk, Schlagzeug und Percussion das Klangbild des Orchesters. Für alle Orchesterinstrumente wird entsprechender Unterricht für Kinder, Jugendliche und Erwachsene angeboten.

## Entwicklung und musikalisches Angebot
In den ersten Vereinsjahren wurde unter professioneller Ausbildung ein Blasorchester geformt, das 1997 beim Heimatverein Dollbergen erstmals öffentlich auftrat. Bis 2003 stieg die Zahl der Mitglieder auf über 50. In diesem Jahr erweiterte der Verein sein Angebot um Musikalische Früherziehung für Kinder ab vier Jahren. Später kam Blockflötenunterricht für Kinder ab sechs Jahren hinzu, sodass nun ein umfassendes musikalisches Programm für alle Altersgruppen besteht.

## Jugendarbeit und heutiger Stand
2011 wurde das Jugend-Blasorchester ins Leben gerufen, das seit 2014 in das große Orchester integriert ist. Heute (Stand August 2025) zählt der Musikverein Dollbergen über 70 engagierte Mitglieder aller Altersstufen, die das gemeinsame Musizieren verbindet.

## Vorstand
·      Vorsitzender: Rainer Richter
·      Stellvertretender Vorsitzender: Winfried Gassmann
·      Kassenführerin: Anke Oyen